# Iranisch-türkische Beziehungen
Die iranisch-türkischen Beziehungen sind geprägt von gleichzeitiger Zusammenarbeit und Rivalität aufgrund der geostrategischen Lage der beiden Staaten, aufgrund der Unterschiede in der konfessionellen Ausrichtung und aufgrund der Zugehörigkeit zu verschiedenen geopolitischen Machtblöcken. Die heutige Türkei verfolgt das Erbe des osmanischen Reiches mit seinen regionalen Ambitionen und rivalisiert deshalb auf zahlreichen Gebieten mit dem Iran. Die Türkei ist für Teheran, die Hauptstadt des Irans, weder Freund noch Feind und sie stellt aus iranischer Sicht auch kein militärisches Risiko wie ehemals der Irak dar. Sie ist jedoch bis zu einem gewissen Grad ein Wettbewerber auf der politisch-religiösen Ebene, weil der türkische  Islam mit dem iranischen revolutionären Islam konkurriert.

## Geschichte

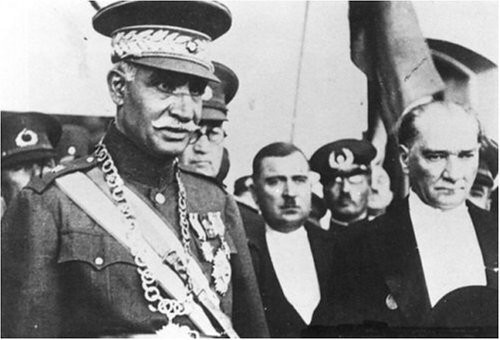
Reza Schah besucht Atatürk im Jahre 1934

Die Grenze zwischen dem Osmanischen Reich und dem damaligen Persien, die in den vorangegangenen 150 Jahren zahlreiche bewaffnete Konflikte ausgetragen hatten, wurde im Jahre 1639 mit dem Vertrag von Qasr-e Schirin gezogen. Die 484 Kilometer lange Grenze wurde im Jahre 1931 bestätigt; gleichzeitig beendete man zahlreiche regionale Streitigkeiten, die der Erste Weltkrieg wiederbelebt hatte und die zu Massakern an Christen, zum Völkermord an den Armeniern, zu einem Zustrom von Armeniern in den Iran und zu Aufständen von kurdischen Stämmen geführt hatten. Gleichzeitig war die heutige Türkei für hunderte Jahre das Tor nach Europa für das persische Reich, wo auch zahlreiche persische Dissidenten Zuflucht fanden. Die türkischsprachige Stadt Täbris war in der Zeit des osmanischen Reiches ein internationales Zentrum, wo sich türkischsprachige Azeris, Perser, Armenier sowie Christen aus Russland und Georgien niederließen.
Im Jahre 1923 wurde aus der Türkei eine Republik unter Kemal Atatürk, während im Iran Bestrebungen, in Analogie eine Republik mit Reza Khan als erstem Präsidenten zu machen, am Widerstand der Geistlichkeit scheiterten. Der Iran blieb eine Monarchie unter der neuen Pahlavi-Dynastie. Im Juni 1934 besuchte der persische Schah Reza die Türkei und traf dort auf Mustafa Kemal Atatürk. Er fand in ihm ein Vorbild für die Modernisierung des Iran und für die Veränderungen der traditionellen religiösen Kultur. Im Juli 1937 unterzeichneten der Iran, die Türkei, der Irak und Afghanistan einen Nichtangriffspakt (Vertrag von Saadabad), generell kam es aufgrund der sowjetischen Ambitionen im Nahen Osten zu einer stärkeren Zusammenarbeit zwischen den beiden Nachbarn. Nach dem NATO-Beitritt der Türkei im Jahre 1952 wurde im Jahre 1955 der gegen die Sowjetunion gerichtete Bagdad-Pakt unterzeichnet, dem im Jahre 1964 ein Vertrag über wirtschaftliche Zusammenarbeit zwischen Iran, Türkei und Pakistan im Rahmen der Central Treaty Organization folgte. Die CENTO hatte allerdings nur wenige praktische Auswirkungen.

## Ideologie
Die Islamische Revolution im Jahre 1979 beendete diese Phase. Der Iran bekannte sich nun dazu, „weder West noch Ost“ zu sein und kündigte an, seine Revolution in andere islamische Staaten exportieren zu wollen. Man verfolgte in Teheran eine neue Politik, vor allem Antiamerikanismus, die mit Werten, die die Türkei verfolgte, kollidierte. Iran zog sich aus dem Bagdad-Pakt zurück, während die Türkei die Geiselnahme in der amerikanischen Botschaft verurteilte und ideologisch beim Kemalismus blieb. Der Iran verurteilte dies als Ungehorsam gegenüber dem Propheten und dem Islam. Trotzdem verfolgten beide Parteien eine vorsichtige und pragmatische Politik, um unnotwendige Konfrontationen zu vermeiden, speziell hinsichtlich der Aufstände in den kurdischen Provinzen und bezüglich der Flüchtlinge und Deserteure, die aus dem Iran in die Türkei strömten.
Es kam jedoch auch zu Provokationen und Missverständnissen. Die Türkei verdächtigte den Iran, hinter dem Aufstieg des islamischen Extremismus zu stehen, als es zur Ermordung von Journalisten und Professoren kam, die Kemalismus und Laizismus verteidigten. Iranische Politiker, die die Türkei besuchten, verweigerten wiederholt den Besuch des Atatürk-Mausoleums – dazu gehörten Mir Hossein Mussawi und Ali Akbar Hāschemi Rafsandschāni im Jahre 1996, denn der Iran betrachtete Atatürk als Verbündeten von Reza Schah gegen den Islam. Die iranische Botschaft verweigerte aus diesem Grund am 50. Jahrestag des Todes von Atatürk im Jahre 1988, die Flagge auf seiner Botschaft in Ankara auf halbmast zu setzen.
Die Türkei setzte dem eine pragmatische Politik entgegen. Sie erkannte die Legitimität des Regimes von Ayatollah Chomeini an und als dieser starb, setzte sie ihre Flaggen auf den diplomatischen Vertretungen in Iran wie vom iranischen Regime gewünscht auf halbmast. Als die türkische Militärregierung gegen prosowjetische linke Kräfte und islamische Fundamentalisten vorging, fühlte sich der Iran zu Hilfe gerufen und schlug eine Föderation aller islamischen Länder vor. Die Regierung in Ankara verbat sich jedoch derartige Einmischungen. Die iranische Seite rief in den 1980er und 1990er Jahren wiederholt zum Aufstand gegen die säkulare Regierung in Ankara auf. Sie verlangte von der Türkei eine harte Haltung in den Diskussionen um den Roman Die satanischen Verse und bedrohte Muftis in Ostanatolien mit dem Tod. Die Türkei musste wiederholt den Iran zu Respekt für seine Staatsführung aufrufen. Die Provokationen erlebten in den Jahren 1989 und 1997 Höhepunkte, als die jeweiligen Botschafter abgezogen wurden.
Der Iran stört sich insbesondere an den guten Beziehungen zwischen der Türkei und den Vereinigten Staaten von Amerika sowie der Zusammenarbeit zwischen der Türkei und Israel. Insbesondere verlangte der Iran von der Türkei, in den schlechten Beziehungen zwischen dem Iran und den USA neutral aufzutreten. In der Tat trug die Türkei das US-amerikanische Embargo gegen den Iran nach der Geiselnahme in seiner Botschaft in Teheran nicht mit. Beim Angriff der Vereinigten Staaten auf den Irak im Jahre 2003 erlaubte die Türkei den USA nicht, türkisches Gebiet für den Aufmarsch zu benutzen. Den im Jahre 1996 geschlossenen Vertrag über militärische Zusammenarbeit zwischen der Türkei und Israel kritisierte der Iran scharf. Teheran vermutete wiederholt sogenannte zionistische Agenten in der türkischen Politik und machte sie für Verschlechterungen in den beiderseitigen Beziehungen verantwortlich.
Die Türkei stört sich ihrerseits an den guten armenisch-iranischen Beziehungen, mit denen die beiden isolierten Staaten versuchen, die gegen sie verhängten Embargos zu durchbrechen und die in einer stärkere Zusammenarbeit mit Russland mündeten.

## Kurden
Ab den 1980er Jahren kam es ausgehend vom Grenzgebiet zwischen dem Irak und der Türkei zu Auseinandersetzungen mit der Arbeiterpartei Kurdistans (PKK). Der Irak erlaubte der Türkei, die PKK auf seinem Gebiet aus der Luft anzugreifen. Der Iran verweigerte dies auf türkische Anfrage und verurteilte die türkischen Luftangriffe auf die Kurden im Nordirak. Die Kritik fiel besonders scharf aus, nachdem Kurden auch auf iranischem Gebiet getroffen wurden. Die iranische Seite willigte jedoch in einen Vertrag mit der Türkei ein, in dem sich beide Parteien dazu verpflichteten, sich gegenseitig vor Angriffen der Kurden zu warnen. Der Iran duldete jedoch Waffenschmuggel an der iranisch-irakischen Grenze und leugnete die Existenz von kurdischen Ausbildungslager auf iranischem Staatsgebiet. In den 2000er Jahren verdächtigte die Regierung in Ankara den Iran, die PKK mit Waffen und russischen Raketen zu beliefern. Gefangene Kämpfer der PKK leugneten dies nicht.
Der Iran änderte seine Politik erst, als durch Aktivitäten der Vereinigten Staaten rund um die Gründung der Partei für ein Freies Leben in Kurdistan Forderungen nach einem autonomen Kurdistan auch auf iranischem Staatsgebiet aufkommen könnten. Zu diesem Zeitpunkt endete die Unterstützung der PKK durch den Iran.

## Wirtschaftliche Zusammenarbeit
Die Wahl von Ali Akbar Hāschemi Rafsandschāni zum iranischen Präsidenten leitete eine Periode ein, in der der Iran eine versöhnliche Politik gegenüber der Türkei betrieb. Das Ziel der neuen Regierung in Teheran war es, aus der Isolation auszubrechen und sich auf regionale Themen zu konzentrieren. Unter Rafsandschānis Nachfolger Mohammad Chatami wurde die Zusammenarbeit mit der Türkei intensiver, was durch die Strategie des türkischen Ministerpräsidenten Abdullah Gül, die Beziehungen zu allen seinen Nachbarn zu verbessern, gefördert wurde. Mit Präsident Ahmet Necdet Sezer im Jahre 2001, Gül im Jahre 2003 und Ministerpräsident Recep Tayyip Erdoğan im Jahre 2004 kam es innerhalb von kurzer Zeit zu drei hochrangigen Besuchen von türkischen Politikern im Iran. Während des Irakkrieges im Jahre 2003 waren sich der Iran und die Türkei einig, dass sie keine Angriffe über ihr Territorium dulden wollten, dass die Aufrechterhaltung der territorialen Integrität des Irak notwendig sei und dass die Entstehung eines Machtvakuums verhindert werden müsse. Die Türkei unterstützte in der Folge jedoch die sunnitische Regierung, während sich der Iran hinter die Schiiten des Irak stellte. Der Wahlsieg der Partei für Gerechtigkeit und Entwicklung in der Türkei und die Politik, null Probleme mit seinen Nachbarn zu haben, führten zu Versuchen der türkischen Regierung, das israelisch-palästinensische, das israelisch-syrische Problem sowie den Konflikt um das Atomprogramm des Iran zu lösen.
Als im Jahre 2005 Mahmud Ahmadineschad zum Präsidenten des Iran gewählt wurde, kam es zu einer Rückbesinnung des Iran auf seine revolutionären Ziele. Ahmadineschad besuchte im Jahr 2008 die Türkei und unterschrieb einen Vertrag über den Kampf gegen den Terrorismus und Drogenschmuggel. Man setzte sich das Ziel, im Jahre 2011 ein bilaterales Handelsvolumen von 20 Milliarden US-Dollar zu erreichen – es war von einer Milliarde im Jahre 2000 auf 10 Milliarden im Jahre 2008 geklettert. Es folgten Verträge über Investitionen, Doppelbesteuerung, Zoll und Verkehr.
Der große wirtschaftliche Einfluss der Türkei, die eine Industrialisierung durchlaufen und sich gegenüber dem Weltmarkt geöffnet hat, ist heute auch ein Hinweis an die Iraner für Zurückgebliebenheit ihres eigenen Landes. Etwa ein Drittel aller Importe des Iran fließen durch die Türkei, wodurch der Grenzübergang Bāzargān eine strategische Wichtigkeit vergleichbar mit der Straße von Hormus erhält. Heute ist die Türkei für viele Iraner ein Vorbild bezüglich Modernisierung, denn viele große türkische Firmen sind im Iran aktiv und zahlreiche Iraner verlassen den Iran, um in der relativ liberalen und westlich orientierten Türkei ihre Ferien zu verbringen.
Bereits im Jahre 1996 hatten die Türkei und der Iran ein 22 Jahre laufendes Abkommen über die Lieferung von 190 Milliarden Barrel iranischem Erdgas unterschrieben. Technische Probleme und Uneinigkeit über den Preis verhinderten jedoch die erfolgreiche Umsetzung dieses Abkommens. Im Jahre 2008 schloss man einen Vorvertrag über die Erschließung von drei Erdgasfeldern und den Bau von zwei Pipelines für rund 20 Milliarden Kubikmeter Erdgas über die Türkei nach Europa. Im Jahre 2010 begann man ein Projekt über den Pipelinebau für 60 Milliarden Kubikmeter Gas, das bis Europa geliefert werden sollte. Der Iran stieg damit zum zweitgrößten Gaslieferanten der Türkei auf.
Trotzdem behindern nationalistische Fragen häufig den wirtschaftlichen Austausch der beiden Länder. Dies illustrieren die Stornierung einer Mobilfunklizenz für das türkische Unternehmen Turkcell oder die Annullierung des Auftrages für den Betrieb des Flughafens Teheran-Imam Chomeini durch das türkische Unternehmen TAV. Aus ähnlichen Gründen wurde im Jahr 2004 ein Besuch von Präsident Mohammad Chatami in Ankara abgesagt.

## Atomprogramm
Die Türkei erkennt das Recht des Iran zur Nutzung der Atomenergie an, solange es sich in seinen Aktivitäten von der Internationalen Atomenergie-Organisation überwachen lässt. Die Türkei ist jedoch bezüglich potentieller iranischer Atomwaffen wachsam und ist wegen diesbezüglicher Kooperation mit Russland alarmiert. Die Türkei versuchte deshalb wiederholt, im Konflikt um das iranische Atomprogramm zu vermitteln. Am 17. Mai 2010 stimmte der Iran einem von der türkischen Regierung vermitteltem Vertrag zu, gemäß welchem 1200 Kilogramm iranisches, mit 3,5 % nur schwach angereichertes Uran gegen 120 Kilogramm auf 20 % angereichertes Uran auf türkischem Gebiet getauscht werden sollten. Dieser Vertrag wurde jedoch wegen der gleichzeitig eingesetzten Sanktionen nicht umgesetzt.
Die Türkei stimmte gegen die Sanktionen der Weltgemeinschaft infolge des iranischen Atomprogrammes und musste sich von Dritten – vor allem von Israel – vorwerfen lassen, von der iranischen Regierung instrumentalisiert worden zu sein. Die Türkei wollte andererseits Militärschläge gegen den Iran vermeiden und wurde angesichts der iranischen Isolation ein wichtiger Partner für den Iran, der gleichzeitig immer mehr Macht in seinen Händen hielt. Verschlechterungen der israelisch-türkischen Beziehungen haben seit 2009 meist eine Verbesserung der iranisch-türkischen Beziehungen zur Folge.

## Arabischer Frühling
Die säkulare Türkei begrüßte die Proteste in der arabischen Welt ursprünglich. Die iranische Staatsführung verglich die Ereignisse in Folge des arabischen Frühlings mit der Islamischen Revolution des Jahres 1979 und beschuldigte die Türkei gleichzeitig, einen verwestlichten Islam zu verbreiten. Im syrischen Bürgerkrieg unterstützte die Türkei die syrische Opposition, während das Regime in Damaskus bereits viele Jahre vor dem arabischen Frühling einer der wichtigsten Verbündeten des Iran gewesen war. Ein eventueller Sturz des Assad-Regimes hätte für den Iran ein großes Sicherheitsproblem bedeutet. Die Türkei sieht den iranischen Einfluss in Irak und in Syrien kritisch und will insbesondere die kurdische Autonomie im nördlichen Syrien verhindern. Die beiden Staaten befinden sich somit in einem Kampf um Einfluss in Syrien, dem Irak und Libanon, wo sich Schiiten und Sunniten gegenüberstehen.